# Takifugu chinensis
El pez globo chino (Takifugu chinensis) es una especie de peces de la familia Tetraodontidae en el orden de los Tetraodontiformes.

## Morfología
Los machos pueden llegar alcanzar los 55 cm de longitud total.
- Aleta anal de color negro.[2][3]

## Hábitat
Es un pez de mar y, de clima templado.

## Distribución geográfica
Se encuentran en Asia: entre el Japón y el Mar de la China Oriental y el Mar Amarillo.

## Observaciones
No se puede comer ya que es  venenoso para los humanos.